# Santa Clara (Enid Blyton)
Santa Clara es una serie de libros infantiles escritos por Enid Blyton y publicados entre 1941 y 1945.
Santa Clara es una serie de libros dedicados especialmente a las niñas de entre 8 y 12 años

## Títulos
Los 6 libros que componen la serie son los siguientes:
1. Las mellizas cambian de colegio (The twins at St Clare's, 1941)
2. Las mellizas O'Sullivan (The O'Sullivan twins, 1942)
3. Las mellizas en Santa Clara (Summer term at St Clare's, 1943)
4. Segundo curso en Santa Clara  (The second form at St Clare's, 1944)
5. Claudina en Santa Clara (Claudine at St Clare's, 1944)
6. Quinto grado en Santa Clara (Fith formers of St Clare's, 1945)

- Las mellizas cambian de colegio, en este libro Pat e Isabel O´sullivan cambian de colegio y llegan a Santa Clara muy resentidas. Tras muchas disputas y problemas acaban aceptando al colegio y sus compañeras y profesoras.
- Las mellizas O´Sullivan, En este libro llegan dos compañeras nuevas Margery y Lucy, además de Erica que está en segundo curso. Lucy es una niña muy serena pero Margery y Erica darán serios problemas por su comportamiento. Al final Erica se va del colegio. Además llega la prima de las mellizas, Alison, una niña engreída y mimada que aprenderá varias lecciones en Santa Clara.
- Las mellizas en Santa Clara, En este libro aparecen varias compañeras nuevas: Carlota, una niña circense; Bobby, muy amiga de Janet y de las bromas; Prudence, una niña celosa y mala que acaba yéndose del colegio; Pam, una niña muy estudiosa y Sadie, una muchacha americana rica que se hará muy amiga de Alison.
- Segundo curso en Santa Clara, Las niñas ya han pasado de curso. Tendrán problemas con una de las jefas de curso Elsa, que junto a Anna (las dos repetidoras) se encargarán de llevar el curso adelante. Llegan niñas nuevas como Gladys, una niña triste y apagada por causa de la enfermedad de su madre, muy buena representando y en los deportes; y Mirabel, que a principio de curso decide irse pero gracias a Gladys, de la cual se hace muy amiga, se queda. Además es muy buena música y deportista. Alison, como siempre adorará a su profesora de interpretación, la señorita Quentin, aunque al final tendrá una desilusión con ella.
- Claudina en Santa Clara, A Santa Clara llegan Ángela, una niña rica y mimada muy presumida que se hace muy amiga de Alison; y Paulina, una muchacha que también presume de tener muchas cosas como Ángela, aunque después se descubren que no son verdad. Además llega Claudina, la sobrina de Mademoiselle, una niña francesa con costumbre muy distintas a las inglesas. Tendrán problemas con la nueva ama de llaves y con su hija, que es una chivata, Eileen, que robará a su madre para ayudar a su hermano Edie.
- Quinto grado en Santa Clara, Las muchachas ya han llegado a quinto y poseen un estudio propio que comparten de dos en dos. Llega Ana María, una poetisa con ansias de fama, y Felicidad una niña de cuarto encantada por la música y que no piensa en otra cosa. Además hay una profesora de literatura nueva, la señorita Willcox, a la que Ana María y Alison apreciarán mucho. Mirabel y Gladys son las encargadas de deportes, cosa que les traerá algún problema. Ángela explota demasiado a las pequeñas, cosa que arreglará la pequeña Antoniete, hermana de Claudina. y Jane Teal, la pequeña de primero, también tendrá mucho juego con los deportes y Mirabel. Al final de curso hay una sorpresa sobre quien será la próxima encargada de todo el colegio en sexto grado.

## Obras posteriores
En 2000 y 2008 la escritora Pamela Cox escribió tres libros más de la colección que ya han sido publicados en España:
- The third form at St Clare's (2000) (Tercer curso en Santa Clara)
- Kitty at St Clare's (2008) (Kitty en Santa Clara)
- The sixth form at St Clare's (2000) (Sexto curso en Santa Clara).[1]

Son novelas bien urdidas, trepidantes y muy agradables de leer, aunque les faltan la intensidad dramática y el gusto por el detalle de las escritas por Blyton (y los dos primeros títulos, creados para llenar los huecos entre cursos que dejó la autora original, resultan metidos un poco a calzador). Por cierto, ¿desde cuándo en Santa Clara se practica el hockey?
Y por último, el colofón que nunca debió escribirse:
'Más aventuras en Santa Clara'
Situado cronológicamente tras Sexto curso en Santa Clara, pero obra de una tercera autora, se reduce a una sosísima acumulación de tópicos aleccionantes. La escuela amadrina un orfelinato cercano con ayuda de las colegialas y acoge a alguna huérfana porque sí (recordemos la odisea que en el segundo tomo de la serie debió pasar la brillante Lucy para lograr beca), y adapta su arquitectura para admitir a una alumna en silla de ruedas, a quien sus compañeras se esfuerzan por integrar; el señor O'Sullivan enferma seriamente y solo se repone bajo el cuidado de sus hijas; Alma Pudden vive ahora amargada por el divorcio de sus padres, del que se culpa... ¡Y la escritora ni siquiera recuerda que Pam Boardman no es estudiante de sexto!